# Maid of the Mist

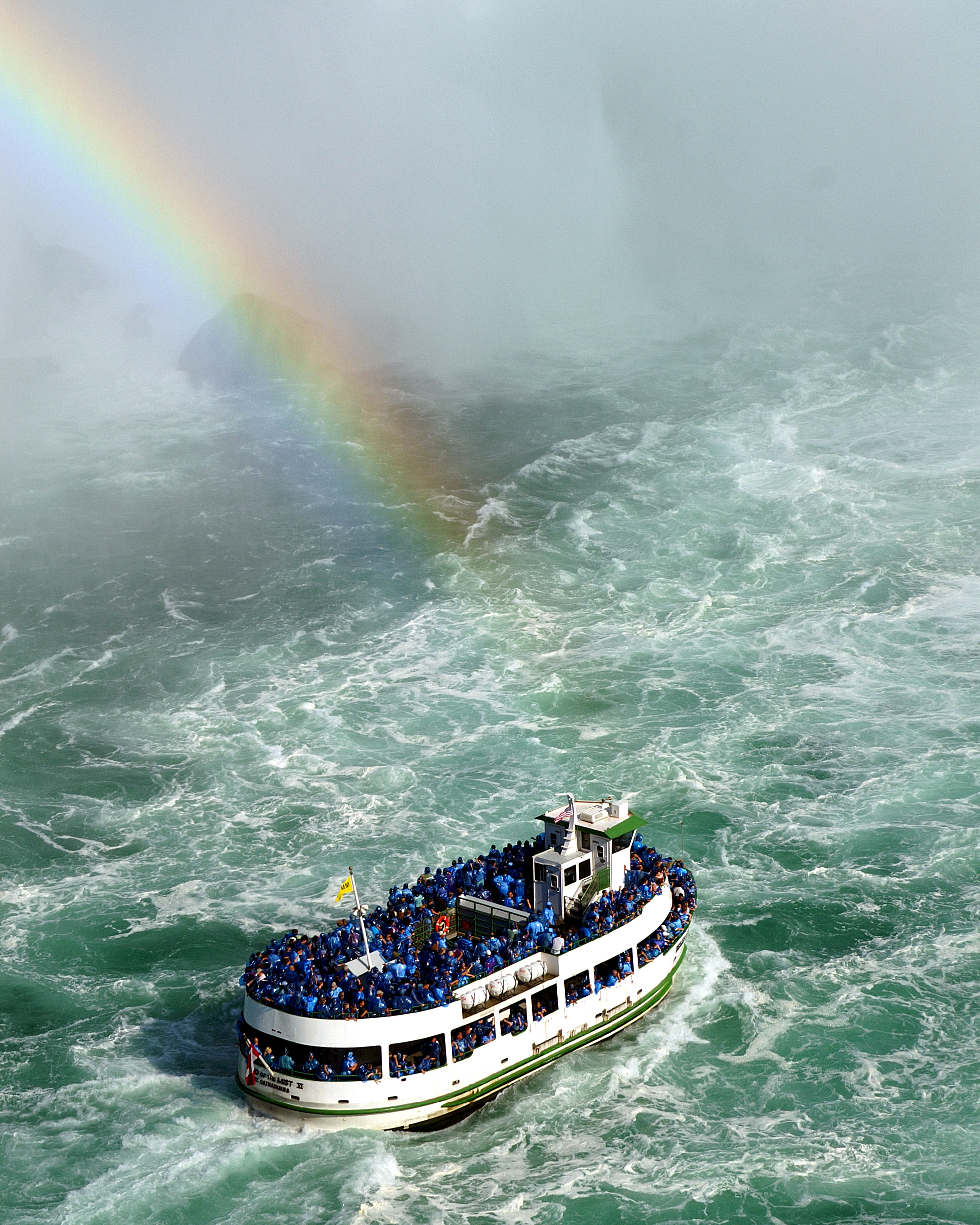
El Maid of the Mist adentrándose en la neblina generada por las Horseshoe Falls de las cataratas del Niágara.

Maid of the Mist (La sirvienta de la neblina) es el nombre de un tour en barco por las cataratas del Niágara, en la frontera entre Estados Unidos y Canadá. En servicio desde 1846, es uno de los servicios turísticos en activo más antiguos del mundo. El tour comienza en un remanso del río Niágara, en la orilla estadounidense del río, junto al Rainbow Bridge. El recorrido del barco empieza por las American Falls, posteriormente por las Bridal Veil Falls y finalmente se introduce en la densa neblina que generan las Horseshoe Falls, para retornar finalmente al punto de partida.
La historia de Maid of the Mist se remonta a 1846, cuando comenzó como un ferry para cruzar el río Niágara cerca de las cataratas. Con el tiempo, se transformó en una excursión turística que permite a los visitantes acercarse a las cataratas y disfrutar de una vista impresionante del paisaje. Hoy en día, las excursiones en bote Maid of the Mist son una de las principales atracciones turísticas en la región, con millones de visitantes cada año.
Las excursiones en el Maid of the Mist llevan a los turistas a un recorrido en bote que se acerca a las cataratas, a menudo hasta el punto en el que se sienten las fuertes corrientes y el agua que salpica. A medida que el bote se aproxima a la caída del agua, los pasajeros reciben ponchos azules para protegerse de la lluvia causada por el agua que se derrama de las cataratas. El paseo es una experiencia emocionante, ya que los turistas pueden ver la enorme fuerza del agua y la imponente belleza de las cataratas de cerca.
Los botes están equipados con medidas de seguridad modernas para garantizar la protección de los pasajeros. Además de los chalecos salvavidas, los visitantes reciben instrucciones de seguridad antes de embarcarse. Las excursiones están diseñadas para ser seguras y emocionantes, pero debido a la cercanía con las cataratas, los pasajeros experimentan una intensa lluvia y turbulencia.
Maid of the Mist es una de las formas más populares de experimentar las Cataratas del Niágara. Las cataratas son famosas por su enorme volumen de agua que cae desde una gran altura, lo que las convierte en una de las maravillas naturales más impresionantes del mundo. Esta excursión en bote permite a los turistas ver las cataratas desde una perspectiva única, sintiendo la vibrante energía del agua mientras navegan cerca de la base de las cataratas.

## Barcos
- Maid of the Mist IV. Capacidad para 300 pasajeros. Registrado en Estados Unidos.
- Maid of the Mist V. Capacidad para 300 pasajeros. Registrado en Estados Unidos.
- Maid of the Mist VI. Capacidad para 300 pasajeros. Registrado en Canadá.
- Maid of the Mist VII. Capacidad para 300 pasajeros. Registrado en Canadá.[1]